# Justin Bartha
Justin Bartha (21 de juliol del 1978) és un actor estatunidenc, conegut pel seu paper de Riley Poole en el film National Treasure.

## Biografia
Justin Lee Bartha va néixer a Fort Lauderdale, Florida, el 21 de juliol del 1978 en una família jueva. El seu pare, Stephen, és un agent de béns arrels, mentre que la seva mare, Betty, és mestra d'escola. Té un germà gran Jeffrey. La família se'n va a viure a West Bloomfield, Michigan, quan tenia nou anys. La família era culturalment jueua, però no gaire practicant. A l'adolescència va abandonar la religió, tot i romandre orgullós de l'heretatge jueu.
Després de fer una interpretació en una producció local de Somni d'una nit d'estiu va crear un grup de teatre per a nens, amb el qual actua a hospitals i escoles primàries. Després es va graduar a l'Escola Secundària de West Bloomfield, el 1996 es va establir a Nova York, on es va formar a la Universitat de Nova York.
Es va casar el 2014 amb Lia Smith, amb qui té dues filles: Asa Charlotte i Ruby.

## Carrera professional
Començà darrere de la càmera com a assistent de producció a la pel·lícula Analyze This. El seu debut com a actor va arribar un any més tard en un curtmetratge anomenat Tag, el 1999.
Va escriure i dirigir un curtmetratge: Highs and Lows, que es presentà al South by Southwest Film Festival el 2003. A més, per a MTV va escriure, produir i protagonitzar un pilot anomenat The Dustin and Justin Show, després del qual va decidir continuar treballant darrere de la càmera. Realitzà un paper important a Gigli i Carnival Sun, abans de coprotagonitzar National Treasure, en el paper de Riley Poole.
El 2006 Bartha va tenir un paper secundari a Failure to Launch, i va protagonitzar la sèrie de televisió Teachers. Es va estrenar el 28 de març del 2006 a la NBC i per manca de succés ja va ser cancel·lada el 15 de maig del mateix any.
El novembre del 2007 Bartha va acceptar un paper a High Rollers. El seu personatge atrau un jove jueu per a convertir-se en un distribuïdor d'èxtasi que es va rodar a Nova York la primvavera del 2008. El 2009 té el paper de Doug al film The Hangover, un comiat de solter on tot surt malament per a Doug. En la sèrie de NTV The New Normal de 2012 va protagonitzar una parella gai amb Andrew Rannells que vol ampliar la família mitjançant una mare de lloguer. Una cadena dels mormons monoteistes la va prohibir a l'estat d'Utah per «ser inapropriada» i massa «explicita» durant l'«horari familiar». L'associació ultraconservadora One Million Moms, que de fet només són uns quaranta mil també va cridar al boicot del film.
També és actiu al teatre. Va participar a Broadway en la comèdia The Sunshine Boys el 2013.

## Filmografia
- 1999: Tag
- 2003: Una relació perillosa (Gigli)
- 2003: Carnival Sun
- 2004: National Treasure
- 2005: Elles i ells (Trust the Man)[9]
- 2006: Teachers
- 2006: Failure to Launch
- 2007: National Treasure: Book of Secrets
- 2009: The Hangover
- 2010: New York I Love You
- 2011: Ressaca 2. Ara a Tailàndia!
- 2013: Ressaca 3 (The Hangover Part III)
- 2013: CBGB
- 2016: White Girl
- 2016: Sticky Notes
- 2018: Driven
- 2019: Against the Clock